# Cadre d'entreprise en droit québécois
Pour un article plus général, voir Cadre d'entreprise.
En droit québécois, les règles relatives au statut du cadre d'entreprise sont prévues dans les lois du travail, dont la Loi sur les normes du travail, le Code du travail et la section du Code civil sur le contrat de travail.

## Régime législatif

### Loi sur les normes du travail
En droit québécois des rapports individuels du travail, la Loi sur les normes du travail distingue entre les cadres intermédiaires et inférieurs et les cadres supérieurs. Seuls les cadres supérieurs sont exclus de l'application de la loi, à l'exception de certaines normes énoncées à l'art. 3 LNT. Quant à la spécificité du rôle d'un cadre supérieur, il s'agit d'un cadre qui a un pouvoir décisionnel dans l'entreprise qui ne se limite pas à la répartition des tâches des employés. Il a un rôle dans la détermination des politiques de l'entreprise et peut par ex. siéger au comité exécutif.
Les règles de calcul des heures supplémentaires des cadres d'entreprise sont distinctes de celles des salariés.

### Code du travail
Dans le domaine des rapports collectifs de travail, le Code du travail exclut de manière générale les cadres de la définition de salarié à l'art. 1 l) C.t..Par contre, les cadres ont le droit de former des associations non syndicales en raison de la liberté d'association des Chartes. Autant les cadres supérieurs que les cadres intermédiaires ou inférieurs n'ont pas la possibilité de se syndiquer d'après  le Code du travail, mais cette règle a été contestée par des groupes de cadres de premier niveau. En 2022, la Cour d'appel du Québec a rétabli un jugement du Tribunal administratif du travail qui avait conclu à l'inconstitutionnalité de l'interdiction de syndicalisation des cadres de premier niveau, donc l'interdiction de syndicalisation ne saurait être imposée  aux cadres subalternes.

### Code civil du Québec
Le Code civil du Québec définit le contrat de travail et prévoit que le salarié s'oblige envers l'employeur. Cela peut inclure des cadres lorsque les trois critères de l'article 2085 sont satisfaits (la prestation de travail ;
la rémunération ; le lien de subordination juridique). D'après le Réseau juridique du Québec : « Le « salarié » du C.c.Q. peut être un employé syndiqué ou non syndiqué, cadre ou non cadre. Dans le cas de salariés cadres, il peut s’agir d’un cadre supérieur tout comme d’un cadre intermédiaire. Notons que le salarié doit également être une personne physique ».